# Atletica leggera ai Giochi della XXXI Olimpiade - 200 metri piani maschili

Video ufficiale della Finale

Ai Giochi della XXXI Olimpiade, che si sono tenuti a Rio de Janeiro nel 2016, la competizione dei 200 metri piani maschili si è svolta tra il 16 e il 18 agosto presso lo Stadio Nilton Santos.

## Presenze ed assenze dei campioni in carica
Per i campionati europei si considera l'edizione del 2014.
| Competizione             | Atleta             | Prestazione | Rio 2016   |
| ------------------------ | ------------------ | ----------- | ---------- |
| Olimpiadi 2012           | Usain Bolt         | 19”32       | Presente   |
| Commonwealth 2014        | Rasheed Dwyer      | 20”14       | Non qual.  |
| Europei 2014             | Adam Gemili        | 19”98       | Presente   |
| Asiatici 2014            | Femi Ogunode       | 20”14       | Presente   |
| Panamericani 2015        | Andre De Grasse    | 19”88       | Presente   |
| Africani 2015            | Hua Wilfried Koffi | 20”42       | Presente   |
| Mondiali 2015            | Usain Bolt         | 19”55       | Presente   |
|                          |                    |             |            |
| Olimpiadi giovanili 2010 | Xie Zhenye         | 21”22       | Solo 4x100 |
| Mondiali junior 2012     | Delano Williams    | 20”48       | Solo 4x100 |

1. ↑  In semifinale Rasheed Dwyer (Giamaica) stabilì il nuovo record dei Giochi con 19"80.

## La gara
Il tempo più veloce nelle batterie (20”09) è di Andre De Grasse, terzo sui 100 metri due giorni prima. In semifinale si migliora a 19”80, stabilendo il nuovo record canadese dietro Usain Bolt (19”78). Le altre due semifinali sono vinte dallo statunitense LaShawn Merritt (19”94) e dal panamense Alonso Edward (20”07). In questa terza serie, che è la più lenta, si qualificano solo i primi due. Justin Gatlin, argento sui 100 metri, finisce terzo ed è eliminato. Il suo 20”13 è il tempo più veloce mai corso da un atleta che non accede alla finale.
In finale Bolt corre in sesta corsia. Sviluppa una buona partenza e in curva scava un solco tra sé e gli avversari. Si presenta sul rettifilo finale con un vantaggio di tre metri e, stringendo i denti, mantiene quasi tutto il vantaggio fino alla fine. Vince con 24 centesimi su De Grasse, che corre in quarta corsia. Come nei 100 metri, le posizioni dalla terza alla quinta sono vicinissime: servono i millesimi per distinguere il francese Christophe Lemaitre (20”116) dal britannico Adam Gemili (20”119) e dall'olandese Churandy Martina (20”122). Delusione per LaShawn Merritt, sesto: da primatista mondiale stagionale (19"74 l'8 luglio a Eugene) sembrava destinato a vincere una medaglia.
Usain Bolt è il primo atleta a vincere tre ori sui 200 metri ai Giochi. Sommando le tre vittorie ottenute sui 100 metri, realizza un primato difficilmente battibile.

## Risultati

### Batterie
Qualificazione: I primi due di ogni batteria (Q) e i 4 successivi migliori tempi (q).

#### Batteria 1
| Posizione | Corsia | Nome                        | Nazionalità | Tempo        | Note                                     |
| --------- | ------ | --------------------------- | ----------- | ------------ | ---------------------------------------- |
| 1         | 6      | Alonso Edward               | Panama      | 20"19        | Q                                        |
| 2         | 2      | Daniel Talbot               | Regno Unito | 20"27        | Q                                        |
| 3         | 8      | Lykourgos-Stefanos Tsakonas | Grecia      | 20"31        | q                                        |
| 4         | 7      | Femi Ogunode                | Qatar       | 20"36        |                                          |
| 5         | 3      | Jeremy Dodson               | Samoa       | 20"51        |                                          |
| 6         | 4      | Jak Ali Harvey              | Turchia     | 20"58        | Miglior prestazione personale stagionale |
| 7         | 5      | Mosito Lehata               | Lesotho     | 20"65        | Miglior prestazione personale stagionale |
| -         | 1      | Demetrius Pinder            | Bahamas     | Squalificato |                                          |

#### Batteria 2
| Posizione | Corsia | Nome             | Nazionalità | Tempo | Note                                     |
| --------- | ------ | ---------------- | ----------- | ----- | ---------------------------------------- |
| 1         | 8      | Bruno Hortelano  | Spagna      | 20"12 | Q                                        |
| 2         | 6      | Yohan Blake      | Giamaica    | 20"13 | Q                                        |
| 3         | 4      | Ameer Webb       | Stati Uniti | 20"31 | q                                        |
| 4         | 3      | Anaso Jobodwana  | Sudafrica   | 20"53 |                                          |
| 5         | 7      | Robin Erewa      | Germania    | 20"61 |                                          |
| 6         | 2      | Emmanuel Dasor   | Ghana       | 20"65 |                                          |
| 7         | 5      | Shavez Hart      | Bahamas     | 20"74 | Miglior prestazione personale stagionale |
| 8         | 1      | Bernardo Baloyes | Colombia    | 20"78 |                                          |

#### Batteria 3
| Posizione | Corsia | Nome               | Nazionalità | Tempo | Note             |
| --------- | ------ | ------------------ | ----------- | ----- | ---------------- |
| 1         | 5      | Salem Eid Yaqoob   | Bahrein     | 20"19 | Q                |
| 2         | 6      | Ramil Guliyev      | Turchia     | 20"23 | Q                |
| 3         | 2      | Aaron Brown        | Canada      | 20"23 | q                |
| 4         | 3      | Shōta Iizuka       | Giappone    | 20"49 |                  |
| 5         | 8      | Emmanuel Matadi    | Liberia     | 20"49 | Record nazionale |
| 6         | 4      | Sibusiso Matsenjwa | eSwatini    | 20"63 | Record nazionale |
| 7         | 7      | Levi Cadogan       | Barbados    | 21"02 |                  |
| 8         | 1      | Tega Odele         | Nigeria     | 21"25 |                  |

#### Batteria 4
| Posizione | Corsia | Nome                | Nazionalità       | Tempo | Note |
| --------- | ------ | ------------------- | ----------------- | ----- | ---- |
| 1         | 3      | José Carlos Herrera | Messico           | 20"29 | Q    |
| 2         | 8      | Roberto Skyers      | Cuba              | 20"44 | Q    |
| 3         | 6      | Jorge Vides         | Brasile           | 20"50 |      |
| 4         | 4      | Tlotliso Leotlela   | Sudafrica         | 20"59 |      |
| 5         | 1      | Fausto Desalu       | Italia            | 20"65 |      |
| 6         | 7      | Teray Smith         | Bahamas           | 20"66 |      |
| 7         | 2      | Didier Kiki         | Benin             | 22"27 |      |
| –         | 5      | Miguel Francis      | Antigua e Barbuda | NP    |      |

#### Batteria 5
| Posizione | Corsia | Nome                 | Nazionalità     | Tempo | Note |
| --------- | ------ | -------------------- | --------------- | ----- | ---- |
| 1         | 4      | Justin Gatlin        | Stati Uniti     | 20"42 | Q    |
| 2         | 6      | Matteo Galvan        | Italia          | 20"58 | Q    |
| 3         | 5      | Ramon Gittens        | Barbados        | 20"58 |      |
| 4         | 2      | Serhiy Smelyk        | Ucraina         | 20"66 |      |
| 5         | 7      | Aleixo-Platini Menga | Germania        | 20"80 |      |
| 6         | 8      | Kenji Fujimitsu      | Giappone        | 20"86 |      |
| 7         | 3      | Yancarlos Martínez   | Rep. Dominicana | 22"97 |      |

#### Batteria 6
| Posizione | Corsia | Nome                | Nazionalità        | Tempo | Note |
| --------- | ------ | ------------------- | ------------------ | ----- | ---- |
| 1         | 5      | Nickel Ashmeade     | Giamaica           | 20"15 | Q    |
| 2         | 2      | Adam Gemili         | Regno Unito        | 20"20 | Q    |
| 3         | 8      | Clarence Munyai     | Sudafrica          | 20"66 |      |
| 4         | 4      | Burkheart Ellis Jr. | Barbados           | 20"74 |      |
| 5         | 1      | Alex Hartmann       | Australia          | 21"02 |      |
| 6         | 7      | Tatenda Tsumba      | Zimbabwe           | 21"04 |      |
| 7         | 6      | Rolando Palacios    | Honduras           | 21"32 |      |
| 8         | 3      | Theo Piniau         | Papua Nuova Guinea | 22"14 |      |

#### Batteria 7
| Posizione | Corsia | Nome                  | Nazionalità | Tempo | Note |
| --------- | ------ | --------------------- | ----------- | ----- | ---- |
| 1         | 8      | Nery Brenes           | Costa Rica  | 20"20 | Q    |
| 2         | 3      | Churandy Martina      | Paesi Bassi | 20"29 | Q    |
| 3         | 4      | Brendon Rodney        | Canada      | 20"34 |      |
| 4         | 6      | Davide Manenti        | Italia      | 20"51 |      |
| 5         | 7      | Adama Jammeh          | Gambia      | 20"55 |      |
| 6         | 5      | Harold Houston        | Bermuda     | 20"85 |      |
| 7         | 1      | Fabrice Dabla         | Togo        | 21"63 |      |
| -         | 2      | Mike Mokamba Nyang'au | Kenya       | NP    |      |

#### Batteria 8
| Posizione | Corsia | Nome                | Nazionalità | Tempo | Note                                     |
| --------- | ------ | ------------------- | ----------- | ----- | ---------------------------------------- |
| 1         | 3      | LaShawn Merritt     | Stati Uniti | 20"15 | Q                                        |
| 2         | 2      | Christophe Lemaitre | Francia     | 20"28 | Q                                        |
| 3         | 4      | Julian Reus         | Germania    | 20"39 | Miglior prestazione personale stagionale |
| 4         | 7      | Reynier Mena        | Cuba        | 20"42 |                                          |
| 5         | 8      | Karol Zalewski      | Polonia     | 20"54 |                                          |
| 6         | 6      | Bruno de Barros     | Brasile     | 20"59 |                                          |
| 7         | 5      | Ihor Bodrov         | Ucraina     | 20"86 |                                          |
| 8         | 1      | Carvin Nkanata      | Kenya       | 21"43 |                                          |

#### Batteria 9
| Posizione | Corsia | Nome                  | Nazionalità       | Tempo | Note                                     |
| --------- | ------ | --------------------- | ----------------- | ----- | ---------------------------------------- |
| 1         | 5      | Usain Bolt            | Giamaica          | 20"28 | Q                                        |
| 2         | 8      | Ejowvokoghene Oduduru | Nigeria           | 20"34 | Q                                        |
| 3         | 3      | Solomon Bockarie      | Paesi Bassi       | 20"42 | Miglior prestazione personale stagionale |
| 4         | 7      | Kyle Greaux           | Trinidad e Tobago | 20"61 | Miglior prestazione personale stagionale |
| 5         | 4      | Jonathan Borlée       | Belgio            | 20"64 |                                          |
| 6         | 2      | Kei Takase            | Giappone          | 20"71 |                                          |
| 7         | 1      | Ahmed Ali             | Sudan             | 20"78 |                                          |
| 8         | 6      | Jaysuma Saidy Ndure   | Norvegia          | 20"78 |                                          |

#### Batteria 10
| Posizione | Corsia | Nome                     | Nazionalità         | Tempo | Note                                     |
| --------- | ------ | ------------------------ | ------------------- | ----- | ---------------------------------------- |
| 1         | 5      | Andre De Grasse          | Canada              | 20"09 | Q                                        |
| 2         | 1      | Nethaneel Mitchell-Blake | Regno Unito         | 20"24 | Q                                        |
| 3         | 7      | Rondel Sorrillo          | Trinidad e Tobago   | 20"27 | q                                        |
| 4         | 8      | Hua Wilfried Koffi       | Costa d'Avorio      | 20"48 | Miglior prestazione personale stagionale |
| 5         | 6      | Antoine Adams            | Saint Kitts e Nevis | 20"49 |                                          |
| 6         | 3      | Stanly del Carmen        | Rep. Dominicana     | 20"55 |                                          |
| 7         | 2      | Aldemir da Silva Junior  | Brasile             | 20"80 |                                          |
| 8         | 4      | Brandon Jones            | Belize              | 21"49 | Miglior prestazione personale stagionale |

### Semifinali
Qualificazione: i primi due di ogni semifinale (Q) e i 2 seguenti migliori tempi (q).

#### Semifinale 1
| Posizione | Corsia | Nome                | Nazionalità       | Tempo | Note                          |
| --------- | ------ | ------------------- | ----------------- | ----- | ----------------------------- |
| 1         | 6      | LaShawn Merritt     | Stati Uniti       | 19"94 | Q                             |
| 2         | 8      | Christophe Lemaitre | Francia           | 20"01 | Q                             |
| 3         | 7      | Daniel Talbot       | Regno Unito       | 20"25 | Miglior prestazione personale |
| 4         | 4      | Nickel Ashmeade     | Giamaica          | 20"31 |                               |
| 5         | 1      | Rondel Sorrillo     | Trinidad e Tobago | 20"33 |                               |
| 6         | 3      | Nery Brenes         | Costa Rica        | 20"33 |                               |
| 7         | 2      | Aaron Brown         | Canada            | 20"37 |                               |
| 8         | 5      | José Carlos Herrera | Messico           | 20"48 |                               |

#### Semifinale 2
| Posizione | Corsia | Nome                  | Nazionalità | Tempo | Note |
| --------- | ------ | --------------------- | ----------- | ----- | ---- |
| 1         | 4      | Usain Bolt            | Giamaica    | 19"78 | Q    |
| 2         | 5      | Andre De Grasse       | Canada      | 19"80 | Q    |
| 3         | 6      | Adam Gemili           | Regno Unito | 20"08 | q    |
| 4         | 8      | Ramil Guliyev         | Turchia     | 20"09 | q    |
| 5         | 2      | Ameer Webb            | Stati Uniti | 20"43 |      |
| 5         | 3      | Salem Eid Yaqoob      | Bahrein     | 20"43 |      |
| 7         | 7      | Ejowvokoghene Oduduru | Nigeria     | 20"59 |      |
| 8         | 1      | Roberto Skyers        | Cuba        | 20"60 |      |

#### Semifinale 3
| Posizione | Corsia | Nome                        | Nazionalità | Tempo | Note |
| --------- | ------ | --------------------------- | ----------- | ----- | ---- |
| 1         | 5      | Alonso Edward               | Panama      | 20"07 | Q    |
| 2         | 8      | Churandy Martina            | Paesi Bassi | 20"10 | Q    |
| 3         | 2      | Justin Gatlin               | Stati Uniti | 20"13 |      |
| 4         | 4      | Bruno Hortelano             | Spagna      | 20"16 |      |
| 5         | 7      | Nethaneel Mitchell-Blake    | Regno Unito | 20"25 |      |
| 6         | 6      | Yohan Blake                 | Giamaica    | 20"37 |      |
| 7         | 1      | Lykourgos-Stefanos Tsakonas | Grecia      | 20"63 |      |
| 8         | 3      | Matteo Galvan               | Italia      | 20"88 |      |

### Finale
| Record mondiale      | Usain Bolt | 19"19 | Berlino | 20 agosto 2009 |
| Record olimpico      | Usain Bolt | 19"30 | Pechino | 20 agosto 2008 |
| Capolista stagionale | Ameer Webb | 19"85 | Doha    | 5 maggio 2016  |

Giovedì 18 agosto, ore 22:30. Vento: -0,5 m/s.
| Posizione | Corsia | Atleta              | Età | Nazionalità | Tempo | Note |
| --------- | ------ | ------------------- | --- | ----------- | ----- | ---- |
| Oro       | 6      | Usain Bolt          | 30  | Giamaica    | 19"78 |      |
| Argento   | 4      | Andre De Grasse     | 22  | Canada      | 20"02 |      |
| Bronzo    | 7      | Christophe Lemaitre | 26  | Francia     | 20"12 |      |
| 4         | 2      | Adam Gemili         | 23  | Regno Unito | 20"12 |      |
| 5         | 8      | Churandy Martina    | 32  | Paesi Bassi | 20"13 |      |
| 6         | 5      | LaShawn Merritt     | 30  | Stati Uniti | 20"19 |      |
| 7         | 3      | Alonso Edward       | 27  | Panama      | 20"23 |      |
| 8         | 1      | Ramil Guliyev       | 26  | Turchia     | 20"49 |      |